# Мцхетская духовная семинария
Мцхетская духовная семинария — средне-специальное учебное заведение Грузинской православной церкви, располагавшееся в Мцхете.

## История
14 октября 1963 года в городе Мцхета по благословению патриарха и католикоса вся Грузии Ефрема II открылись Пастырские богословские курсы имени епископа Гавриила (Кикодзе).
В 1965 году курсы были преобразованы в Мцхетскую духовную семинарию. В 1970-е семинария размещалась на территории монастыря Самтавро (преподавателем церковно-славянского языка в семинарии и временно исполняющим обязанности её инспектора в это время был иеромонах Рафаил (Карелин), а одним из духовных наставников учащихся — Гавриил (Ургебадзе)).
С сентября 1988 года семинария была преобразована в Тбилисскую духовную академию.

## Ректоры
- Илия (Гудушаури-Шиолашвили) (1963 — 26 мая 1972)
- Гаий (Кератишвили) (? — январь 1978)
- Георгий (Шаламберидзе) (16 марта 1978 — ?)
- Фаддей (Иорамашвили) (20 сентября 1979 — 1 октября 1980)
- Зосима (Шиошвили) (январь 1984 — сентябрь 1988)